# 林欣欣
林欣欣（1966年—），福建莆田人，汉族，中华人民共和国政治人物、第十二届全国人民代表大会福建地区代表。
加入中国共产党，担任福建嘉达纺织股份有限公司培训中心技术工人、教练。2008年起担任全国人大代表。2013年，担任全国人大代表。